# Hans Gassner
Johann «Hans» Gassner (* 2. Oktober 1898 in Triesenberg; † 31. März 1973 ebenda) war ein liechtensteinischer Politiker (FBP).

## Biografie
Gassner war der Sohn von Gottlieb Gassner und dessen Frau Philomena (geborene Bühler). Er war Bürger der Gemeinde Triesenberg. Von 1928 bis 1946 war er Mitarbeiter der Regierungskanzlei. Daneben fungierte er von 1930 bis 1945 als Protokollführer des Landtages. Von 1946 bis 1963 leitete er das Grundbuchamt.
Politisch betätigte er sich in der Fortschrittlichen Bürgerpartei (FBP) und bekleidete für diese von 1951 bis 1966 das Amt des Gemeindevorstehers von Triesenberg. Des Weiteren war er von 1957 bis 1958 sowie von 1962 bis 1966 Abgeordneter im Landtag des Fürstentums Liechtenstein. Von 1958 bis 1962 sowie von 1966 bis 1970 gehörte er selbigem als Stellvertreter an.
1927 heiratete er Frieda Nägele. Aus der Ehe gingen drei Kinder hervor.